# Komsomol'skij rajon (Kraj di Chabarovsk)
Il Komsomol'skij rajon (in russo Комсомольский район?) è un rajon del Kraj di Chabarovsk, nella Russia asiatica, il cui capoluogo è Komsomol'sk-na-Amure. Istituito nel 1926, ricopre una superficie di 25.230 chilometri quadrati.